# António do Couto
António José do Couto de Abreu (Barcarena, Oeiras, 8 de abril de 1874 – São Sebastião da Pedreira, Lisboa, 3 de julho de 1946) foi um arquiteto e futebolista português.

## Biografia
Nasceu na freguesia de Barcarena, em Oeiras. Era filho do mestre serralheiro José António do Couto de Abreu, natural de Lisboa (freguesia das Mercês), e de Maria Luísa da Silva, natural de Oeiras (freguesia de Carnaxide).
Foi aluno da Casa Pia de Lisboa (1883-1897). Formou-se em arquitetura na Escola de Belas-Artes de Lisboa em 1899.
A 29 de setembro de 1902, casou primeira vez, na igreja paroquial de Santa Justa (igreja de São Domingos), em Lisboa, com Corina da Soledade Barreto Ângelo (São Vicente, Guarda, 7 de janeiro de 1884 – São Sebastião da Pedreira, Lisboa, 17 de julho de 1933), doméstica, filha de Viriato António Ângelo e de Emília Clementina Barreto Ângelo, ambos também naturais da Guarda (freguesia de São Vicente), e irmã de Carolina Beatriz Ângelo. Foram testemunhas do casamento o arquiteto Rosendo Carvalheira e o médico Januário Barreto, casado com Carolina Beatriz Ângelo e cunhado da noiva. Deste casamento nasceram Corina, Ema, António e o futuro arquiteto Rui Ângelo do Couto (São Sebastião da Pedreira, Lisboa, 3 de agosto de 1917 — Elvas, 13 de dezembro de 1998), casado com Eunice Muñoz entre 1946 e 1955.
Começou a jogar futebol na Real Casa Pia de Lisboa em 1893, antes de jogar pelo Sport Lisboa onde foi o primeiro capitão de equipa. Foi depois jogador do Sporting Clube de Portugal; fez parte do primeiro Conselho Fiscal, foi Vice-presidente da Mesa da Assembleia Geral e, de 1 de Janeiro de 1928 até ao dia do seu falecimento, sócio n.º 1 desse clube.
Enquanto arquiteto foi o autor, entre outros, do projeto das instalações do Sporting no Campo Grande, inauguradas em 1917, do primeiro parque de jogos do Casa Pia Atlético Clube, do Campo do Restelo e do Monumento ao Marquês de Pombal, Lisboa (em parceria com Arnaldo Adães Bermudes e Francisco dos Santos).
A 29 de janeiro de 1939, casou segunda vez civilmente, em Lisboa, com Aida Ribeiro de Almeida (Madalena, Lisboa, 1908), doméstica, filha de Gracinda Ribeiro de Almeida, doméstica, natural de Águeda (freguesia de Aguada de Cima). Foram padrinhos de casamento o escultor José Simões de Almeida (Sobrinho) e sua mulher Margarida Alcântara Simões de Almeida.
Foi Vereador do Município de Lisboa e Diretor da Sociedade dos Arquitetos Portugueses. Fez parte da direção da Sociedade Nacional de Belas-Artes e do seu Conselho Superior.
A 3 de julho de 1946, morreu vítima de carcinoma do lábio inferior em sua casa, na Avenida Miguel Bombarda, n.º 145, 2.º andar, freguesia de São Sebastião da Pedreira, em Lisboa. Foi sepultado no Cemitério dos Prazeres.

## Prémios
Prémio Valmor, 1907; 1.º prémio do Pavilhão Português da Exposição Universal de S. Francisco, 1914; 1.º prémio no concurso para o Monumento ao Marquês de Pombal, Lisboa (com Adães Bermudes e Francisco dos Santos); 1.º prémio no concurso para o Monumento equestre a Mouzinho da Albuquerque, Maputo.

## Obra
Destaca-se entre os seus projetos arquitetónicos, o seguinte:

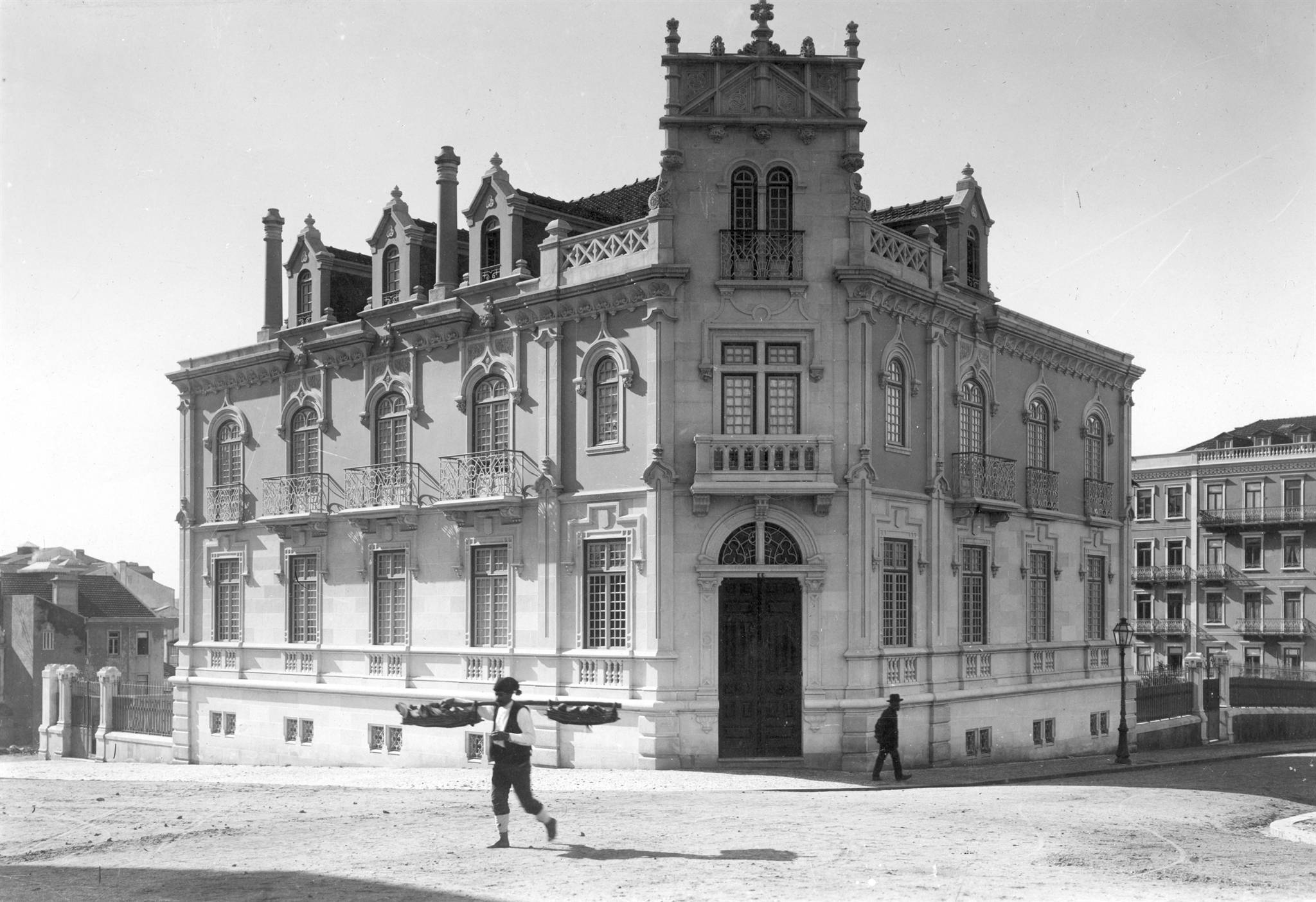
Casa Empis, prémio Valmor em 1907

- Casa Empis, prémio Valmor em 1907Casa Empis - Prémio Valmor, 1907.